# Corystoidea
Corystoidea is een superfamilie van krabben en heeft als enige familie: 
- Corystidae (Samouelle, 1819)